# Bentegodi Verona
ICM Bentegodi (wł. Istituzione comunale Marcantonio Bentegodi) – włoski klub piłkarski, mający siedzibę w mieście Werona, w północnej części kraju, działający w latach 1868–1929.

## Historia
Chronologia nazw:
- 1868: ICM Bentegodi
- 190?: Bentegodi Verona
- 1928: klub rozwiązano
- 1947: Bentegodi Verona
- 1954: klub rozwiązano

Klub sportowy ICM Bentegodi został założony w miejscowości Werona w 1868 roku, ale sekcja piłkarska powstała dopiero na początku XX wieku. W 1911 roku zespół wygrał Torneo FGNI, mistrzostwa Włoch w piłce nożnej organizowane przez FGNI - Narodową Federację Gimnastyczną Włoch (a zatem nie uznawane a posteriori przez FIGC). W sezonie 1914/15, ostatnim przed zawieszeniem mistrzostw z powodu I wojny światowej, startował w Promozione Veneta (D2). Najpierw zwyciężył w grupie Veneto, a potem w finale sekcji Veneto-Emilia wygrał finał (2:2, 1:0) z Jucunditas, zdobywając awans do pierwszej kategorii.
Po zakończeniu I wojny światowej klub wznowił działalność. W sezonie 1919/20, jednak startował ponownie w Promozione Veneta, zdobywając mistrzostwo grupy oraz awans do Prima Divisione. Świetnie zadebiutował w najwyższej klasie rozgrywkowej, w której wyprzedził Venezia, Udinese i lokalnych rywali Hellas Verona w eliminacjach grupy A Sezione veneta, trafiając w kwalifikacje do półfinałów krajowych już za pierwszym podejściem. Jednak w tej rundzie klub znalazł się w tej samej grupie, co Pro Vercelli, Inter i US Torinese, i zakończył rozgrywki na ostatnim czwartym miejscu w grupie D z zaledwie 2 punktami. W sezonie 1921/22 klub postanowił pozostać lojalnym wobec FIGC i nie przystępować do mistrzostw C.C.I. Pomimo braku dobrych drużyn weneckich (Werona, Vicenza i Padova), które dołączyły do C.C.I., zespół nie zdołał stanąć wyżej trzeciego miejsca w grupie Veneto, nie awansując do półfinałów krajowych. Przed rozpoczęciem sezonu 1922/23 ze względu na kompromis Colombo dotyczący restrukturyzacji mistrzostw, był zmuszony grać baraż o utrzymanie w lidze z Sestrese. Po przegraniu 2:7 w barażu klub spadł do Seconda Divisione w sezonie 1922/23. W 1924 spadł do Terza Divisione (D3). W 1926 po reorganizacji systemu ligi i wprowadzeniu najwyższej klasy, zwanej Divisione Nazionale, Terza Divisione została obniżona do IV poziomu. W następnym 1927 roku po kolejnej reorganizacji wrócił do Seconda Divisione (D3). W sezonie 1927/28 zespół zajął czwarte miejsce w grupie E Seconda Divisione. Następnie latem 1928 roku, na rozkaz faszystowskiego reżimu sekcja piłkarska klubu została przyłączona do Hellas Verona.
Sekcja piłkarska została ponownie otwarta na krótko po II wojnie światowej. W sezonie 1947/48 startował w Prima Divisione Veneto (D4). W następnym sezonie 1948/49 po reformie systemu lig poziom ligi spadł do piątego. W 1952 roku dywizja zmieniła nazwę na Promozione Veneto. W sezonie 1953/54 zajął 14. miejsce w grupie A Promozione Veneto i spadł do Prima Divisione Regionale (D6). Jednak zrezygnował z dalszych rozgrywek w mistrzostwach i został rozwiązany.

## Barwy klubowe, strój
|  |

Klub ma barwy czarne. Zawodnicy domowe spotkania zazwyczaj grali w czarnych koszulkach z szerokim białym pasem na piersiach, czarnych spodenkach oraz czarnych getrach.

## Sukcesy

### Trofea międzynarodowe
Nie uczestniczył w rozgrywkach europejskich (stan na 31-05-2020).

### Trofea krajowe
| \| \| Zdobyte trofea w rozgrywkach Włoch (stan na: 31-08-2020) \| |                                                          |      |                                    |
| Rozgrywki                                                         | Osiągnięcie                                              | Razy | Sezon(y)                           |
| · Mistrzostwo                                                     | I miejsce                                                | 0    |                                    |
| · Mistrzostwo                                                     | II miejsce                                               | 1    | 1920/21 (Veneto)                   |
| · Mistrzostwo                                                     | III miejsce                                              | 1    | 1921/22 (Veneto)                   |
| · Puchar                                                          | zdobywca                                                 | 0    |                                    |
| · Puchar                                                          | finalista                                                | 0    |                                    |
| II liga                                                           | I miejsce                                                | 0    | 1914/15 (Veneto), 1919/20 (Veneto) |
| II liga                                                           | II miejsce                                               | 0    |                                    |
| II liga                                                           | III miejsce                                              | 0    |                                    |
| Włochy                                                            | Zdobyte trofea w rozgrywkach Włoch (stan na: 31-08-2020) |      |                                    |

- Terza Divisione Veneta (D3):
  - mistrz (1x): 1924/25 (gr.A)
  - 3.miejsce (1x): 1925/26 (gr.A)

## Poszczególne sezony

### Rozgrywki międzynarodowe

#### Europejskie puchary
Nie uczestniczył w rozgrywkach europejskich.

### Rozgrywki krajowe
| \| Włochy \| Bilans występów klubu w rozgrywkach piłkarskich Włoch (Stan na 31 sierpnia 2020 r.) \| \| |                                                                                     |        |       |   |   |   |    |    |     |                      |        |        |      |
| Poziom                                                                                                 | Rozgrywki                                                                           | Sezony | Mecze | Z | R | P | B+ | B– | Pkt | Lata                 | Awanse | Spadki | Naj. |
| I | Prima Divisione, Prima Categoria                                                    | 2      |       |   |   |   |    |    |     | 1920–1922            | 0      | 1      | 2    |
| II | Promozione, Seconda Divisione                                                       | 4      |       |   |   |   |    |    |     | 1914–1920, 1922–1924 | 1      | 1      | 9    |
| III | Terza Divisione, Seconda Divisione                                                  | 3      |       |   |   |   |    |    |     | 1924–1928            | 1      | 3      | 1    |
| IV | Prima Divisione Veneto, Terza Divisione Veneto                                      | 2      |       |   |   |   |    |    |     | 1926/27, 1947/48     | 1      | 1      | 5    |
| V | Prima Divisione Veneto, Promozione Veneto                                           | 6      |       |   |   |   |    |    |     | 1948–1954            | 0      | 1      | 2    |
| | Puchar Włoch                                                                        | 0      |       |   |   |   |    |    |     |                      | 0      | 0      |      |
| Włochy                                                                                                 | Bilans występów klubu w rozgrywkach piłkarskich Włoch (Stan na 31 sierpnia 2020 r.) |        |       |   |   |   |    |    |     |                      |        |        |      |

## Struktura klubu

### Stadion
Klub piłkarski rozgrywał swoje mecze domowe na Stadio Marcantonio Bentegodi w Weronie o pojemności 5000 widzów.

### Derby
- Calcio Padova
- Udinese Calcio
- SSC Venezia
- Vicenza Calcio